# Judith Weir
Judith Weir CBE, (Cambridge, Inglaterra, 11 de maio 1954), é uma compositora britânica que serviu como Mestre da Música do Rei entre 2014 e 2024, sendo a primeira mulher a ocupar este cargo.

## Vida e educação
Weir nasceu em Cambridge, Inglaterra, de pais escoceses. Ela estudou com John Tavener na North London Collegiate School e posteriormente com Robin Holloway no King's College, Cambridge, de onde graduou em 1976.

## Carreira
De 1995 a 2000, foi Diretora Artística do Spitalfields Festival em Londres. Ela ocupou o cargo de Compositora Associada pela Orquestra Sinfônica da Cidade de Birmingham de 1995 a 1998.
Sua música frequentemente se inspira  de fontes da história medieval, bem como nas histórias e músicas tradicionais da terra natal de seus pais, a Escócia. Embora tenha alcançado reconhecimento internacional por suas obras orquestrais e de câmara, Weir é mais conhecida por suas óperas e obras teatrais. Seu primeiro trabalho teatral, The Black Spider, é uma ópera em um ato que estreou em Canterbury em 1985, vagamente baseada no romance curto de mesmo nome de Jeremias Gotthelf. Em 1987, sua ópera de duração media Uma Noite na Ópera Chinesa estreou na Ópera de Kent . Seguiram-se mais três óperas completas: The Vanishing Bridegroom (1990); Blond Eckbert (1994, encomendada pela English National Opera); e Miss Fortune (Achterbahn) (2011). Sua ópera Armida, uma ópera para televisão, foi dirigida por Margaret Williams e estreou no Channel Four no Reino Unido em 2005.
Suas obras commissionadas incluem, entre outras, We are Shadows (1999) para Simon Rattle e woman.life.song (2000) para Jessye Norman. 
Em janeiro de 2008, Weir foi o foco do fim de semana anual de compositores da BBC no Barbican Centre, em Londres. Os quatro dias de programas terminaram com a primeira apresentação de sua nova comissão, CONCRETE, um moteto coral. O tema desta peça foi inspirado no próprio edifício Barbican.
Ela foi professora pesquisadora visitante em composição na Universidade de Cardiff de 2006 a 2009.
Ela foi nomeada Mestre da Música da Rainha por Isabel II no dia 21 julho 2014, sucedendo Sir Peter Maxwell Davies (cujo mandato de 10 anos acabou em março de 2014). Weir serviu durante os reinado de Isabel e em seguida de Carlos III, sendo sucedida ao fim de seus 10 anos no cargo por Errollyn Wallen.
A primeira apresentação pública de seu arranjo do hino real do Reino Unido, "God Save the Queen", foi realizada durante o enterro do Rei Ricardo III na Catedral de Leicester em 26 de março de 2015. Ela foi comisionada para compor uma obra a cappella para o funeral de estado de Isabel II que ocoreu no dia 19 de setembro de 2022, e escreveu uma musica para o Salmo número 42 do Livro de Oração Comum.
Em 2023, Weir estava entre os doze compositores convidados a escrever uma nova peça para a coroação de Carlos III e Camilla. Sua composição para orquestra, Brighter Visions Shine Afar, foi apresentada antes do início da cerimônia.

## Prêmios e reconhecimento
Weir foi nomeado Comandante da Ordem do Império Britânico (CBE) nas Honras de Aniversário de 1995 por serviços prestados à música.
Ela recebeu o Prêmio Stoeger do Lincoln Center em 1997, o prêmio de música do South Bank Show em 2001 e o Prêmio de Músico Distinguido da Incorporated Society of Musicians em 2010.
Em 2007, foi a terceira ganhadora da Medalha da Rainha para a Música.
Em maio de 2015, Weir ganhou o prêmio de música classica no Ivor Novello Awards.
Em 2018, ela foi eleita membro honorário da Sociedade Real de Edimburgo.
Em 2023, ela foi nomeada membro honorário da Royal Holloway, Universidade de Londres.
Ela foi promovida a Dama-Comendadora da Ordem do Império Britânico (DBE) nas Honras de Ano Novo de 2024 por serviços prestados à música.

## Lista de composições

### Ópera e teatro musical
- Saga do Rei Harald (1979, soprano, cantando oito papéis)
- The Black Spider (6 de março de 1985, Canterbury);[16] também existe em uma versão expandida para a Ópera Estatal de Hamburgo (8 de fevereiro de 2009, Hamburgo)
- The Consolations of Scholarship (5 de maio de 1985, Durham, soprano, conjunto de música câmara)
- Uma Noite na Ópera Chinesa (8 de julho de 1987, Cheltenham)
- HEAVEN ABLAZE in His Breast (5 de outubro de 1989, Basildon), baseado em The Sandman, de E. T. A. Hoffmann,  ganhou o prêmio de obra inovadora no OperaScreen em 1991.[17]
- The Vanishing Bridegroom (1990, Glasgow); também existe em uma versão música de câmara (1990).
- Scipio's Dream (24 de novembro de 1991,[18] transmissão de televisão para a BBC), baseado em Il sogno di Scipione de Metastasio.
- The Skriker (27 de janeiro de 1994, Londres) – música para a peça de mesmo nome de Caryl Churchill.
- Blond Eckbert (20 de abril de 1994, Londres); também existe em uma chamada "versão de bolso" (reduzida de dois atos para um) (2006).
- Armida (2005, transmissão de televisão para o Channel Four no Reino Unido).
- Miss Fortune (ópera) (Achterbahn "rollercoaster") (21 de julho de 2011, Bregenzer Festspiele )

### Outras composições
- Music for 247 Strings (1981, violino, piano)
- Thread! (1981, narrador, conjunto de música de câmara)
- Scotch Minstrelsy (1982, tenor ou soprano, piano)
- The Art of Touching the Keyboard (1983, piano)
- Missa Del Cid (1988, coro SAAATTTBBB), originalmente parte da série Sound on Film da BBC; mais tarde usada independentemente em concertos e no teatro.[19]
- Quarteto de Cordas (1990)
- Musicians Wrestle Everywhere (1994, flauta, oboé, clarinete baixo, trompa, trombone, piano, violoncelo, contrabaixo)
- Forest (1995, orquestra)
- Concerto para piano (1997, piano, cordas )
- Storm (1997, coro infantil, coro SSAA, conjunto de música de câmara)
- Natural History (1998, soprano, orquestra)
- Trio de piano (1998)
- We Are Shadows (1999, coro infantil, coro SATB, orquestra)
- Quarteto para piano (2000)
- woman.life.song (2000, estreada por Jessye Norman no Carnegie Hall, soprano, conjunto de música de câmara)
- The welcome arrival of rain (2001–2002, orquestra)
- Tiger Under the Table (2002, conjunto de música de câmara)
- Trio para piano dois (2003–2004)
- Winter Song (2006, orquestra)
- CONCRETE (2007, palestrante, coro SATB, orquestra)
- I give you the end of a golden string (2013, cordas)
- In the Land of Uz (2017, coro SATB, saxofone soprano, trompete, tuba, órgão, viola, contrabaixo)
- Concerto para Oboé (2018, oboé, orquestra)
- The Prelude (2018–2019, flauta, violino, viola, violoncelo)
- The True Light (2018, coro SATB, órgão) para o centenário da Primeira Guerra Mundial.
- By Wisdom (2018, coro SATB, órgão) para o Jubileu de Platina de Isabel II.[20]
- Music, Spread Thy Voice (2022, orquestra) para o aniversário de 150 anos da Royal Orchestral Society.
- Like as the hart (2022, coro SATB, órgão) para o funeral de estado de Isabel II.[21]
- Begin Afresh (2022, orquestra)
- Brighter Visions Shine Afar (2023, orquestra) para a coroação de Carlos III e Camilla.